# Kościół Świętego Ducha w Jarosławiu
Kościół Świętego Ducha w Jarosławiu – zabytkowy kościół rzymskokatolicki zlokalizowany w Jarosławiu przy ulicy Grunwaldzkiej. Dawny kościół szpitalny związany z fundacją ubogich, potwierdzoną i poszerzoną w 1462 roku.

## Historia
Już w XV w. w tym miejscu, w bezpośrednim sąsiedztwie „szpitala” (przytułku dla chorych i ubogich), znajdowała się drewniana kaplica p.w. Św. Krzyża, a następnie drewniany kościółek wybudowany przez Spytka III. Do budowy nowej, murowanej świątyni przystąpił prepozyt szpitala, ks. Błażej Drzewiecki, a poświęcenia dokonał biskup Jan Dębski.
Kościół wzniesiono w latach 1689-1690, budowniczym był prawdopodobnie Jan Michał Link. Grube mury, wąskie okna i otwory strzelnicze pod okapem nasuwają przypuszczenia, iż kościół ten mógł być związany z systemem obronnym miasta zrealizowanym przez Jana III Sobieskiego w 1690 roku.
Po I rozbiorze Polski, w 1778 r. kościół został przez Austriaków zamknięty i wystawiony na licytację. W latach 1796–1945 funkcjonował jako świątynia ewangelicka (luterańska)., po czym powrócił do katolików.
23 sierpnia 2015 r. decyzją metropolity przemyskiego ks. abp. Józefa Michalika obecny kościół (rektorat) św. Ducha przeszedł pod zarząd duszpasterski parafii Bożego Ciała przy Kolegiacie w Jarosławiu, stając się odtąd kościołem filialnym. 

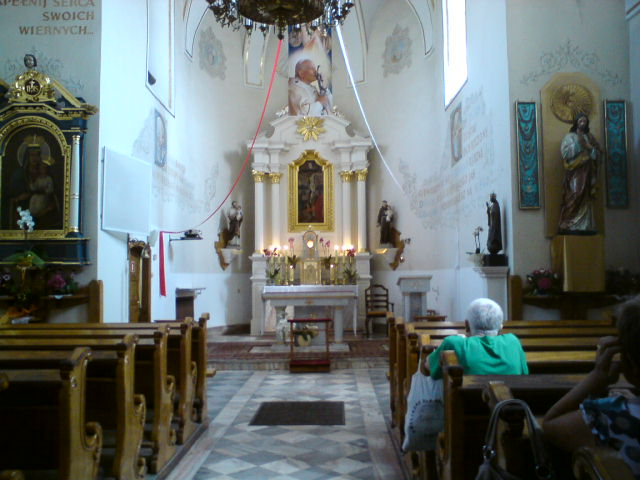
Wnętrze kościoła

Ostatnim rektorem kościoła, pełniącym ten urząd był ks. prał. Henryk Rykała. Obecnie gospodarzem miejsca jest proboszcz parafii Bożego Ciała w Jarosławiu - ks. prał. Marian Bocho.
Świątynia jest jednonawowa, z prezbiterium węższym od nawy, bezwieżowa. Fronton zwieńczony jest renesansowym szczytem. Z pierwotnego wyposażenia kościoła zachowały się: ołtarz główny oraz obrazy przedstawiające Matkę Bożą Pocieszenia (z XVII w.) i Ukrzyżowanie Chrystusa (z poł. XVII w.).

## Kapelani szpitala
- Jerzy z Sandomierza (? – 1462)
- Mikołaj z Szadek (1462–1655)
- Stanisław Wiszowic (1655–1788)

## Prepozyci szpitala
- Adam z Bobowa (? – 1689)
- Błażej Drzewiecki (1689–1693)
- Walenty Krazurowicz (1694–1743)
- Michał Witosławski (1743–1788)

## Parafia ewangelicka
- Hofman z Warszawy (1788–1902)
- Mikołaj Rychlik (1902–1945)

## II wojna światowa
- Józef Rożek 1945

## Rektorzy kościoła
| Rektorzy kościoła Świętego Ducha w Jarosławiu | Rektorzy kościoła Świętego Ducha w Jarosławiu | Rektorzy kościoła Świętego Ducha w Jarosławiu |
| lata                                          | Rektor                                        | uwagi |
| --------------------------------------------- | --------------------------------------------- | --- |
|                                               |                                               | |
| 1945–1957                                     | Mieczysław Lisiński                           | |
| 1957–1966                                     | Michał Kluza                                  | (1904–1977) Wieloletni wikary parafii Bożego Ciała za przeora Zygmunt Franciszek Męskiego i Władysława Opalińskiego. Został 2 listopada 1939 aresztowany przez Niemców i wywieziony do Rzeszowa. |
| 1966–1976                                     | Mieczysław Kociubiński                        | |
| 1991–2015                                     | Henryk Rykała                                 | (ur. 1937) scholastyk Jarosławskiej Kapituły Kolegiackiej. |